# Henry Hoyle Howorth
Henry Hoyle Howorth, né le 1er juillet 1842 et décédé le 15 juillet 1923, est un homme politique conservateur, avocat plaidant et orientaliste britannique.

## Biographie
Il est né à Lisbonne, au Portugal, il est le fils de Henry Howorth, un marchand de cette ville. Il étudie à l'école Rossall (en), avant d'étudier le droit. Il est appelé à la barre par l'Inner Temple en 1867, et officie sur le circuit Nord.
Outre le droit et la politique, Howorth s'intéressait beaucoup à l'archéologie, à l'histoire, à la numismatique et à l'ethnographie. Il était un auteur prolifique, contribuant à de nombreuses revues.
En 1892, il est nommé chevalier commandeur de l'Empire indien en reconnaissance de ses travaux sur l'histoire et l'ethnographie de l'Asie. En 1893, il est nommé membre de la Royal Society, malgré une forte opposition, car il n'a pas reçu d'éducation scientifique formelle.
Howorth était un controversiste qui exprimait fréquemment ses opinions dans la page des lettres du Times, parfois sous le pseudonyme "A Manchester Conservative". Il a épousé Katherine Brierley en 1869 et ils ont eu trois fils, dont Sir Rupert Howorth. Sa femme est décédée avant lui en 1921. Sir Henry Howorth meurt en juillet 1923 à l'âge de 81 ans et est enterré au cimetière de Putney Vale.

## Œuvres
- (en) Henry Hoyle Howorth, History of the Mongols from the 9th to the 19th century, vol. 1, New York, Burt Franklin, coll. « Research and Source Work Series » (no 85), ? (lire en ligne) (première édition à Londres en 1876)
- (en) Henry Hoyle Howorth, History of the Mongols from the 9th to the 19th century. Part III., London, Longmans, Green, And Co., 1888